# Paul Norell
Paul Norell (Londra, 11 febbraio 1952) è un attore inglese.
Il suo ruolo di maggiore rilievo è Il Signore degli Anelli - Il ritorno del re in cui interpreta il re dei morti.

## Filmografia parziale
- Un angelo alla mia tavola 1990 - Bohemian
- Hercules: The Legendary Journeys (1995-1999) - Falafel (13 episodi)
- Xena: Principessa guerriera (1995 -2001) (4 episodi)
- Young Hercules (1998 - 1999) Buterus / Official
- A Twist in the Tale (1999) - Stuart
- Jack of All Trades (2000) - Priest
- Il Signore degli Anelli - Le due torri (2002)
- Codice: nascosto (2002) - Turgev
- Mercy Peak (2002 - 2003) John (2 episodi)
- Il Signore degli Anelli - Il ritorno del re (2003)
- Power Rangers Ninja Storm (2003) (2 episodi)
- Power Rangers S.P.D. (2005) - Supreme Commander Fowler Birdy (4 episodi)
- River Queen (2005) - Surgeon
- Amazing Extraordinary Friends (2007-2010) - Barkeep / The Conjuror
- Shortland Street (2007-2008) - Malcolm Ward (3 episodi)
- Il Trattamento Reale (2022) - Re di Lavania